# Army Men: Sarge's War
Army Men Sarge's War es un videojuego creado y distribuido por Global Star Software en 2004 para PS2, PC ,Xbox y Gamecube. Es un TPS basado en la serie Army Men. Aquí se controla exclusivamente a Sarge, el protagonista de la serie.